# Arna índia de la farina
L'arna índia de la farina (Plodia interpunctella) és una espècie de lepidòpter ditrisi de la família dels piràlids (Pyralidae) originària d'Europa i que ara està estès per tot el món. Ataquen als aliments emmagatzemats i podem trobar-la sobretot en fruita seca com a nous o ametlles, encara que també s'alimenten de xocolata i de vegades de cereals.

## Identificació
L'adult té les 2/3 parts inferiors de les ales són de color bronze o coure amb bandes fosques, mentre que el terç anterior és de color gris groguenc. La seva envergadura és de 16-20 mm.
La larva és blanquinosa amb el cap color cafè. Assoleix els 12 mm en la maduresa.

## Control de la plaga
Quan se n'han trobat larves o arnes s'han de llençar tots els grans (cereals, pa, pasta, arròs, etc.), espècies (sal, etc.), fruita seca (panses, prunes, etc.) i qualsevol altra font d'aliment que no es trobi en contenidors fermament segellats. Les arnes poden entrar en llocs sorprenentment ben segellats, incloent bosses segellades i contenidors tipus tupperware. La plaga és molt difícil d'eliminar, per la qual cosa, si se sospita que algun aliment pogués estar contaminat el més recomanable és llençar-lo.